# Lechería
Lechería est une ville du Venezuela, chef-lieu de la municipalité de Diego Bautista Urbaneja dans l'État d'Anzoátegui. Autour de la ville s'articule la division territoriale et statistique de Capitale Diego Bautista Urbaneja.